# Ein Haus in Irland
Ein Haus in Irland (Alternativtitel: Maeve Binchys – Ein Haus in Irland; englischer Originaltitel: Tara Road) ist ein irisches Filmdrama von Gillies MacKinnon aus dem Jahr 2005. Das Drehbuch beruht auf einem Roman von Maeve Binchy, in dem zwei Frauen ihre Wohnhäuser für einige Zeit tauschen, um ihre persönlichen Krisen zu überwinden. Dabei entdecken sie einige Geheimnisse über die anderen, doch enthüllen sie diese nicht.

## Handlung
Die in Neuengland lebende Wissenschaftlerin Marilyn ist mit Greg Vine verheiratet. Als ihr Sohn an seinem 15. Geburtstag mit dem Motorrad tödlich verunglückt, zerbricht ihre Ehe. Sie kann den Tod des Jungen nicht akzeptieren und gibt ihrem Mann, der ihm das Motorrad zum 15. Geburtstag geschenkt hatte, irgendwie die Schuld am Unglück. Sie weicht Greg aus und lehnt eine gemeinsame Urlaubsreise nach Hawaii ab, sodass Greg ohne sie fährt.
Die in Dublin lebende Ria Lynch, Mutter von zwei Kindern, wird von ihrem untreuen Ehemann Danny verlassen. Für Ria kommt diese Veränderung abrupt. Da Danny bei der Hausverwaltung von Barney McCarthy arbeitet, die Greg Vine bei der Suche nach seinem Haus in den Vereinigten Staaten behilflich war, ruft Marilyn Vine eines Tages bei Ria in Dublin an und sagt ihr, sie möchte, dass Danny Lynch jemanden in Dublin findet, der mit ihr für eine gewisse Zeit sein Haus tauscht. Kurz entschlossen geht Ria selbst darauf ein und hofft, so ihre neue Lebenssituation schneller zu meistern. Beide Männer sind wenig davon begeistert, dass jeweils eine wildfremde Frau in ihrem Haus wohnen soll. Für Danny bedeutet es außerdem, dass er sich eine Weile um die beiden Kinder kümmern muss, bis sie Ferien haben und ihrer Mutter nachreisen können.
Ria und Marilyn machen sich zeitgleich auf den Weg, sodass sie einander nicht begegnen. In Dublin wird Marilyn von Colm Maguire begrüßt, der den großen Garten der Lynchs versorgt und eigentlich ein Restaurant betreibt. Ria wird indessen von Marilyns Nachbarn Carlotta und Heidi in Details ihres neuen Zuhauses eingeführt. Als am Abend ihre beiden Kinder anrufen, bekommt sie Heimweh und würde am liebsten gleich wieder zurückfahren. Plötzlich klingelt ein Verwandter der Vines an der Tür und stellt fest, dass das Haus von einer hübschen Fremden bewohnt wird. Andy Vine stammt von der Ostküste und macht immer ein paar Tage Urlaub bei seinem Bruder, wenn er mal in der Nähe ist. Er lädt Ria zum Abendessen ein und beide verstehen sich sehr gut. Erst jetzt erfährt Ria vom tragischen Tod des Sohnes der Vines. Da im Ort in einem Restaurant eine Aushilfe gesucht wird, überlegt sie, dort als Köchin anzufangen.
Marilyn lebt sich mit Colms Hilfe schnell ein, auch Rias Kinder kommen regelmäßig vorbei. Eine Einladung in seinem Restaurant verläuft allerdings nicht sehr harmonisch, weil auch Rias Kinder mit ihrem Vater dort sind und sich miteinander streiten. Für Danny läuft es beruflich nicht gut. Barneys Firma, an der er juristisch beteiligt ist, hat finanzielle Probleme, sodass er zunächst sein Auto verkaufen muss und befürchtet, am Ende auch das als Sicherheit in die Firma eingebrachte Haus zu verlieren. Er bändelt mit Rias bester Freundin an, von der er Geld leihen möchte. Marilyn beobachtet das und überlegt bei ihrem nächsten Telefonat mit Ria, davon zu berichten, nimmt aber davon Abstand. Als Rias Kinder sie zum Essen besuchen, spricht sie zum ersten Mal seit langem über ihren Sohn und fühlt sich gut dabei. Nachdem ihr Mann aus Hawaii zurückgekehrt ist, reist er sogleich nach Dublin. Marilyn freut sich sehr, ihn wiederzusehen.
Auch bei Ria bahnt sich eine Versöhnung an: Nachdem ihre beiden Kinder nach Amerika gereist sind, kommt auch Danny hinterher und bittet Ria um Verzeihung. Nachdem sie die Nacht miteinander verbracht haben, eröffnet er ihr, dass sie das übereignete, gemeinsame Haus verkaufen müssen. Vor Wut wirft Ria mit Gegenständen nach ihm und stellt fest, dass Danny sie nie geliebt hat. Als er daraufhin abreist, ist Ria in gewisser Weise erleichtert. Für sie kommt der Tag der Rückreise und sie ist froh, wieder mit den Kindern zu Hause zu sein. Dort lernt sie endlich Marylin persönlich kennen, die sie mit einer Überraschung erwartet: Barneys Frau Mona hat heimlich ein beträchtliches Vermögen angespart, rettet damit die Firma, macht aber u. a. zur Bedingung, dass das Haus der Familie Lynch als Kreditsicherheit entbunden und auf Ria allein übertragen wird.
Ria und Marylin nehmen voneinander Abschied und stellen fest, dass sie nun wieder da sind, wo sie angefangen haben. Aber sie sind nicht mehr dieselben.

## Hintergrund
Der Film wurde in Dublin und in Kapstadt (Südafrika) gedreht. Er hatte seine Weltpremiere am 11. Mai 2005 auf den Internationalen Filmfestspielen von Cannes. Der Film wurde in Großbritannien in ca. 40 Kinos vorgeführt, in den er ca. 200.000 Pfund Sterling einspielte.

## Kritiken
Das Lexikon des internationalen Films schrieb, der Film sei eine „einfallslose, ganz im idyllischen Ambiente aufgehende Bestseller-Verfilmung“. Lediglich die „kinotauglichen Darsteller“ würden „über das Soap-Opera-Niveau hinausragen“.
Aoife Redmond schrieb im Film Ireland Magazine, der Film sei kein Meisterwerk der Filmkunst; er erzähle „einfach“ die Geschichten der Charaktere. Der Zuschauer verlasse das Kino lächelnd und freue sich, den Film gesehen zu haben.
Kino.de wertete: „Was als Roman – dank eigener Imagination – noch gut funktionieren mag, verliert bebildert an Zugkraft. Mit zu vielen Klischees behaftet, bleibt die Story nach dem braven Drehbuch an der Oberfläche, macht die Seelenpein der Protagonistinnen nicht wirklich spürbar. Hinzu kommt, dass ähnlich gelagerte, sattsam bekannte Reality-Shows wie „Frauentausch“ dem Stoff seine Brisanz nehmen.“

## Auszeichnungen
Noel Pearson wurde im Jahr 2005 für den Irish Film and Television Award nominiert.

## Besetzung und Synchronisation
| Schauspieler(in)    | Rolle                  | Synchronsprecher(in)     | Charakter                            |
| ------------------- | ---------------------- | ------------------------ | ------------------------------------ |
| Andie MacDowell     | Marilyn Vine           | Evelyn Maron             |                                      |
| Olivia Williams     | Ria Lynch              | Sabine Falkenberg        |                                      |
| Stephen Rea         | Colm Maguire           | Stephan Schwartz         | Rias Bekannter, pflegt ihren Garten  |
| Iain Glen           | Danny Lynch            | Tom Vogt                 | Ehemann von Ria                      |
| August Zirner       | Greg Vine              | August Zirner            | Ehemann von Marylin                  |
| Heike Makatsch      | Bernadette             | Heike Makatsch           | Dannys schwangere Geliebte           |
| Jean-Marc Barr      | Andy Vine              | Oliver Feld              | Gregs in Los Angeles lebender Bruder |
| Ruby Wax            | Carlotta               | Cornelia Meinhardt       | Freundin und Nachbarin von Marylin   |
| Maria Doyle Kennedy | Rosemary Ryan          | Andrea Aust              | Rias beste Freundin                  |
| Alan Devlin         | Barney McCarthy        | Jochen Schröder          | Dannys Chef                          |
| Dearbhla Molloy     | Finola                 |                          |                                      |
| Sarah Bolger        | Annie Lynch            | Charlotte Mertens        | Rias Tochter                         |
| Johnny Brennan      | Brian Lynch            | Malte Stübing            | Rias Sohn                            |
| Brenda Fricker      | Mona McCarthy          | Kerstin Sanders-Dornseif | Barneys Frau                         |
| Eileen Colgan       | Nora, Ria’s Mutter     | Constanze Harpen         |                                      |
| Jia Francis         | Heidi Franks           | Katarina Tomaschewsky    | Marylins Nachbarin                   |
| Maeve Binchy        | Restaurantchef (cameo) |                          |                                      |
| Bosco Hogan         | Buchhalter             | Thomas Hailer            |                                      |
| Enrique Fonseca     | Chauffeur              | Tim Moeseritz            |                                      |
| Chris Jaco Olckers  | Dale Vine              | Oliver Winke             | Marylins Sohn                        |
| Leslie Mongezi      | Henry                  | Tim Moeseritz            |                                      |
| James Herrick       | Hubie                  | Konrad Bösherz           | Dales Freund                         |
| Mac McDonald        | Jerry                  | Frank Ciazynski          |                                      |
| Alison Hood         | Pianistin              | Bea Tober                |                                      |
| Bronagh Gallagher   | Polly                  | Heidrun Bartholomäus     | Geliebte von Dannys Chef             |
| Jennifer Buckley    | Sekretärin             | Maja Dürr                |                                      |
| Pat McGrath         | Taxifahrer             | Andreas Grothusen        |                                      |
| David Ten Velthuis  | Zach                   | Sami El-Sabkhawi         |                                      |